# Pleushütte
Pleushütte was een dorpje in de buurt van het stadje Einruhr in de Duitse Eifel. Vanaf 1470 tot het eind van de 19e eeuw bevond zich hier een grote ijzergieterij. Na de sluiting van deze ijzergieterij bleven slechts boerderijen en woonhuizen over.
Het gehucht Pleushütte hield in 1957 op te bestaan door de uitbreiding van het stuwmeer in het Roerdal die toen gerealiseerd is. Die uitbreiding was mogelijk door een verhoging van de Roerdaldam met ongeveer twintig meter. Ondanks felle protesten moesten de bewoners het veld ruimen en werd het plaatsje onder water gezet.
Het stuwmeer in het Roerdal speelt een belangrijke rol in de drinkwatervoorziening in delen van Noordrijn-Westfalen. Het aan het meer gelegen stadje Einruhr trekt door de schoonheid van de natuur en het daarin geïntegreerde stuwmeer veel toeristen.